# 趙伸
褒王赵伸（1074年6月18日—1074年6月19日），宋朝宗室。
宋朝第六代皇帝宋神宗赵顼的第四子，生母向夫人，熙寧七年（1074年）五月二十一日出生，五月二十二日殇，未序齿、取名、封爵。元符三年（1100年）三月，其十一弟端王赵佶即位为宋徽宗之后，追賜名四哥名赵伸，贈太師、尚書令，封褒王。